# Qualificazioni all'European Futsal Tournament 1996
Alle prime qualificazioni per l'Europeo del 1996 si presentano diciassette formazioni  per cinque posti disponibili, il sesto era destinato alla Spagna organizzatrice. Le formazioni vennero divise in tre gironi due da sei e uno da cinque. Si qualificarono Belgio, Paesi Bassi, Russia, Italia e Ucraina.

## Classifica e risultati

### Girone A
| Squadra     | Pti | G | V | N | P | GF | GS | DR  |
| ----------- | --- | - | - | - | - | -- | -- | --- |
| Paesi Bassi | 13  | 5 | 4 | 1 | 0 | 21 | 13 | +18 |
| Croazia     | 12  | 5 | 4 | 0 | 1 | 28 | 19 | +9  |
| Slovacchia  | 8   | 5 | 2 | 2 | 1 | 12 | 11 | +1  |
| Polonia     | 4   | 5 | 1 | 1 | 3 | 12 | 16 | -4  |
| Rep. Ceca   | 3   | 5 | 1 | 0 | 4 | 22 | 23 | -1  |
| Azerbaigian | 3   | 5 | 1 | 0 | 4 | 12 | 25 | -13 |

| Goirle 23 ottobre 1995, ore 17:00 | Slovacchia | 2 – 5 | Croazia | Sporthal De Haspel |

| Goirle 23 ottobre 1995, ore 19:00 | Rep. Ceca | 4 – 7 | Paesi Bassi | Sporthal De Haspel |

| Goirle 23 ottobre 1995, ore 21:00 | Azerbaigian | 6 – 4 | Polonia | Sporthal De Haspel |

| Dronten 24 ottobre 1995, ore 17:00 | Croazia | 6 – 4 | Rep. Ceca | Sporthal Het Dok |

| Dronten 24 ottobre 1995, ore 19:00 | Paesi Bassi | 3 – 1 | Azerbaigian | Sporthal Het Dok |

| Dronten 24 ottobre 1995, ore 21:00 | Polonia | 0 – 0 | Slovacchia | Sporthal Het Dok |

| Zeist 25 ottobre 1995, ore 17:00 | Slovacchia | 5 – 3 | Rep. Ceca | KNVB Sportcentrum |

| Zeist 25 ottobre 1995, ore 19:00 | Polonia | 1 – 2 | Paesi Bassi | KNVB Sportcentrum |

| Zeist 25 ottobre 1995, ore 21:00 | Croazia | 6 – 3 | Azerbaigian | KNVB Sportcentrum |

| Enschede 27 ottobre 1995, ore 17:00 | Slovacchia | 2 – 0 | Azerbaigian | Pathmoshal |

| Enschede 27 ottobre 1995, ore 19:00 | Paesi Bassi | 6 – 4 | Croazia | Pathmoshal |

| Enschede 27 ottobre 1995, ore 21:00 | Rep. Ceca | 1 – 3 | Polonia | Pathmoshal |

| 's-Hertogenbosch 28 ottobre 1995, ore 17:00 | Croazia | 7 – 4 | Polonia | Sportcentrum Maaspoort |

| 's-Hertogenbosch 28 ottobre 1995, ore 19:00 | Rep. Ceca | 10 – 2 | Azerbaigian | Sportcentrum Maaspoort |

| 's-Hertogenbosch 28 ottobre 1995, ore 21:00 | Slovacchia | 3 – 3 | Paesi Bassi | Sportcentrum Maaspoort |

### Girone B
| Squadra    | Pti | G | V | N | P | GF | GS | DR  |
| ---------- | --- | - | - | - | - | -- | -- | --- |
| Italia     | 15  | 5 | 5 | 0 | 0 | 23 | 13 | +10 |
| Ucraina    | 9   | 5 | 3 | 0 | 2 | 36 | 29 | +7  |
| Jugoslavia | 9   | 5 | 3 | 0 | 2 | 30 | 21 | +9  |
| Ungheria   | 6   | 5 | 2 | 0 | 3 | 25 | 26 | -1  |
| Portogallo | 3   | 5 | 1 | 0 | 4 | 16 | 25 | -9  |
| Georgia    | 3   | 5 | 1 | 0 | 4 | 21 | 37 | -16 |

| Torino 23 ottobre 1995, ore 13:00 UTC+1 | Jugoslavia | 5 – 9 referto | Ucraina | Palavela |

| Torino 23 ottobre 1995, ore 15:30 UTC+1                                                      | Italia    | 3 – 1 referto      | Georgia | Palavela |
| \| \| \| \| \| Esposito 13'01'’ Rubei 29'02'’, 39'04'’ \| Marcatori \| 32'03’ Natroshvili \| |           |                    |         |          |
|                                                                                              |           |                    |         |          |
| Esposito 13'01'’ Rubei 29'02'’, 39'04'’                                                      | Marcatori | 32'03’ Natroshvili |         |          |

| Torino 23 ottobre 1995, ore 17:30 UTC+1 | Portogallo | 1 – 3 referto | Ungheria | Palavela |

| Torino 24 ottobre 1995, ore 13:00 UTC+1 | Ungheria | 1 – 8 referto | Jugoslavia | Palavela |

| Torino 24 ottobre 1995, ore 15:30 UTC+1 | Ucraina   | 4 – 7 referto                                                                           | Italia | Palavela |
| \| \| \| \| \| Moskalyuk 17'03’, 23'06'’ Fedorenko 21'04'’ Vonyarkha 35'10'’ \| Marcatori \| 5'01'’, 24'07'’ Esposito 11'02'’ Caleca 22'05'’, 24'08'’, 29'09'’ Rubei 39'11'’ Zaffiro \| |           |                                                                                         |        |          |
| |           |                                                                                         |        |          |
| Moskalyuk 17'03’, 23'06'’ Fedorenko 21'04'’ Vonyarkha 35'10'’ | Marcatori | 5'01'’, 24'07'’ Esposito 11'02'’ Caleca 22'05'’, 24'08'’, 29'09'’ Rubei 39'11'’ Zaffiro |        |          |

| Torino 23 ottobre 1995, ore 17:30 UTC+1 | Georgia | 4 – 6 referto | Portogallo | Palavela |

| Torino 25 ottobre 1995, ore 13:00 UTC+1 | Georgia | 10 – 7 referto | Ucraina | Palavela |

| Torino 25 ottobre 1995, ore 15:30 UTC+1 | Ungheria  | 4 – 6 referto                                                               | Italia | Palavela |
| \| \| \| \| \| Pribéli 2'01'’, 13'02'’ Jávor 23'04'’ Kénoszt 35'09'’ \| Marcatori \| 22'03'’ Faiola 24'05'’, 29'07'’ Rubei 28'06'’ Riscino 31'08'’, 39'10'’ Roma \| |           |                                                                             |        |          |
| |           |                                                                             |        |          |
| Pribéli 2'01'’, 13'02'’ Jávor 23'04'’ Kénoszt 35'09'’ | Marcatori | 22'03'’ Faiola 24'05'’, 29'07'’ Rubei 28'06'’ Riscino 31'08'’, 39'10'’ Roma |        |          |

| Torino 25 ottobre 1995, ore 17:30 UTC+1 | Portogallo | 4 – 7 referto | Jugoslavia | Palavela |

| Torino 27 ottobre 1995, ore 13:00 UTC+1 | Ucraina | 8 – 3 referto | Ungheria | Palavela |

| Torino 27 ottobre 1995, ore 15:30 UTC+1                                               | Portogallo | 1 – 3 referto                       | Italia | Palavela |
| \| \| \| \| \| Azevedo 38'04'’ \| Marcatori \| 14'01'’, 32'02'’ Roma 36'03'’ Rubei \| |            |                                     |        |          |
|                                                                                       |            |                                     |        |          |
| Azevedo 38'04'’                                                                       | Marcatori  | 14'01'’, 32'02'’ Roma 36'03'’ Rubei |        |          |

| Torino 27 ottobre 1995, ore 17:30 UTC+1 | Jugoslavia | 7 – 3 referto | Georgia | Palavela |

| Torino 28 ottobre 1995, ore 13:00 UTC+1 | Portogallo | 4 – 8 referto | Ucraina | Palavela |

| Torino 28 ottobre 1995, ore 14:30 UTC+1 | Ungheria | 14 – 3 referto | Georgia | Palavela |

| Torino 28 ottobre 1995, ore 16:20 UTC+1 | Jugoslavia | 3 – 4 referto                                                            | Italia | Palavela |
| \| \| \| \| \| Przulj 4'01'’ Petrika 35'05'’ Vujovic 36'06'’ \| Marcatori \| 18'02'’ (aut.) Kovacevic 22'03'’ Caleca 23'04'’ Faiola 37'07'’ Quattrini \| |            |                                                                          |        |          |
| |            |                                                                          |        |          |
| Przulj 4'01'’ Petrika 35'05'’ Vujovic 36'06'’ | Marcatori  | 18'02'’ (aut.) Kovacevic 22'03'’ Caleca 23'04'’ Faiola 37'07'’ Quattrini |        |          |

### Girone C
| Squadra     | Pti | G | V | N | P | GF | GS | DR  |
| ----------- | --- | - | - | - | - | -- | -- | --- |
| Russia      | 12  | 4 | 4 | 0 | 0 | 52 | 9  | +43 |
| Belgio      | 9   | 4 | 3 | 0 | 1 | 30 | 11 | +19 |
| Slovenia    | 6   | 4 | 2 | 0 | 2 | 20 | 16 | +4  |
| Bielorussia | 3   | 4 | 1 | 0 | 3 | 19 | 18 | +1  |
| Moldavia    | 0   | 4 | 0 | 0 | 4 | 4  | 71 | -67 |

| Deurne 23 ottobre 1995, ore 19:30 UTC+1 | Russia | 6 – 5 referto | Belgio | Arenahal |

| Deurne 23 ottobre 1995, ore 21:15 UTC+1 | Bielorussia | 2 – 3 referto | Slovenia | Arenahal |

| Gand 24 ottobre 1995, ore 19:30 UTC+1 | Moldavia | 1 – 14 referto | Belgio | Sporthal Tolhuis |

| Gand 24 ottobre 1995, ore 21:15 UTC+1 | Russia | 8 – 1 referto | Bielorussia | Sporthal Tolhuis |

| Pepinster 25 ottobre 1995, ore 19:30 UTC+1 | Belgio | 5 – 2 referto | Slovenia | Hall du Paire |

| Pepinster 25 ottobre 1995, ore 21:15 UTC+1 | Russia | 31 – 0 referto | Moldavia | Hall du Paire |

| Hasselt 27 ottobre 1995, ore 19:30 UTC+1 | Belgio | 6 – 2 referto | Bielorussia | Stedelijke sporthal De Alverberg |

| Hasselt 27 ottobre 1995, ore 21:15 UTC+1 | Slovenia | 12 – 2 referto | Moldavia | Stedelijke sporthal De Alverberg |

| Charleroi 28 ottobre 1995, ore 15:00 UTC+1 | Bielorussia | 14 – 1 referto | Moldavia | Complexe sportif de la Garenne |

| Charleroi 28 ottobre 1995, ore 16:50 UTC+1 | Russia | 7 – 3 referto | Slovenia | Complexe sportif de la Garenne |